# Logorama
Logorama – krótkometrażowy 17-minutowy animowany film akcji produkcji francuskiej (kolektyw H5), laureat Oscara 2010. Jest to animacja przedstawiająca świat stworzony z log znanych firm w którym życie toczy się jak w rzeczywistości. W filmie wykorzystano ponad 2500 log różnych korporacji.